# Correntes do anarquismo
Apesar de terem em comum os mesmos princípios, as posições dos anarquistas em relação a certas questões não constituem um todo homogêneo e o anarquismo tem sido marcado por diversos debates e divergências. As divergências existentes entre os anarquistas constituíram as bases para uma reflexão acerca do estabelecimento de correntes do anarquismo. Entretanto, as diferenciações entre as correntes anarquistas foram estabelecidas de acordo com diferentes critérios pelos estudiosos do tema, não havendo nenhum consenso definido no estabelecimento das correntes anarquistas. Entretanto, novos estudiosos do anarquismo têm percebido a centralidade e a relevância dos debates anarquistas acerca da estratégia, que historicamente dividiram os anarquistas, e a partir deles, estabeleceram duas correntes do anarquismo: anarquismo insurrecionário e anarquismo social.

## Primeiras tentativas de estabelecer as correntes do anarquismo
Max Nettlau sustentou que haveria quatro correntes no anarquismo: coletivismo, comunismo, individualismo — todas definidas a partir da perspectiva de distribuição dos frutos do trabalho na sociedade futura; a primeira, de acordo com o trabalho realizado, a segunda, de acordo com as necessidades, a terceira, a partir de um isolamento relativo e de trocas equivalentes — e sindicalismo revolucionário, definida pela estratégia adotada pelos anarquistas para intervenção social e para a organização da sociedade futura.
George Woodcock considerava haver as seguintes correntes: anarcoindividualismo, definida pela rebeldia individual e fundamentada na obra de Max Stirner e William Godwin; mutualismo, definida pela associação comunitária e produtiva em cooperativas econômicas e fundamentada na obra de Proudhon; coletivismo, anarcocomunismo e anarcossindicalismo, definidas da mesma maneira que fez Nettlau, levando em conta que, para Woodcock, sindicalismo revolucionário e anarcossindicalismo são sinônimos; e anarquismo pacifista, definida pelo princípio da não violência e fundamentada na obra de Tolstói.
Daniel Guérin considerou duas correntes, o anarquismo individualista e o anarquismo social, ainda que negando possíveis contradições entre essas correntes. Peter Marshall, assim como Guérin, afirmou que as diferenças fundamentais entre os anarquistas se expressam nas correntes do anarquismo individualista e do anarquismo social; para ele, os primeiros "veem o perigo da cooperação obrigatória e preocupam-se que uma sociedade coletivista possa conduzir à tirania do grupo", enquanto os segundos "preocupam-se que uma sociedade de individualistas possa tornar-se atomizada e que o espírito de competição possa acabar com o apoio mútuo e a solidariedade geral".
Iain McKay, autor de An Anarchist FAQ, discutiu de maneira bastante aprofundada os debates anarquistas e chegou em algumas correntes fundamentais. Para ele, assim como para Guérin e Marshall, haveria uma divisão fundamental entre anarquismo individualista, representado por autores como Stirner e Tucker, e o anarquismo social, representado por autores como Bakunin e Kropotkin. Para McKay, haveria basicamente duas diferenças entre esses "dois tipos de anarquismo": aquelas relativas à estratégia — com os primeiros priorizando a educação e a propaganda e os segundos priorizando as intervenções econômicas e políticas na busca por uma revolução — e aquelas relativas à economia de uma possível sociedade futura baseada nos princípios libertários — com os primeiros defendendo um mercado anticapitalista e os segundos um socialismo sem mercado —; podendo ser definidas, dentro do anarquismo social, algumas correntes internas, como o mutualismo, coletivismo, comunismo e sindicalismo, todas definidas de acordo com Nettlau e Woodcock. O autor ainda aponta outras correntes: o anarquismo verde, com foco nas preocupações ambientais; o anarcoprimitivismo, baseado na obra de John Zerzan; o anarquismo pacifista, definido da mesma forma que Woodcock, e identificado de certa maneira com o anarquismo religioso; o anarcafeminismo, definido pela prática de mulheres feministas que atuam entre os movimentos anarquistas para sustentar a bandeira das lutas de gênero; o anarquismo cultural, que prioriza a intervenção social por meio das artes, da música, da literatura, do teatro e da educação em relação às intervenções políticas e econômicas; e por fim o anarquismo sem adjetivos, definido a partir das propostas de um modelo flexível de organização anarquista.
De modo geral, esses autores e muitos outros estudiosos do anarquismo, em suas tentativas de estabelecer as corrente anarquistas, utilizaram como critérios a distribuição dos produtos do trabalho em uma sociedade baseada em princípios libertários, subsidiando uma distinção entre coletivistas e comunistas; as estratégias de luta, sendo o caráter das intervenções anarquista o elemento que constituiria as bases para o estabelecimento das correntes anarcossindicalista, sindicalista revolucionária, cultural, pacífica ou violenta; e critérios de ordem político-filosófica, como as posições em relação ao espiritualismo ou à religião, além de critérios como a posição em relação às lutas ecológicas, de gênero e a defesa da liberdade individual.

### Críticas
Tais abordagens, porém, vêm sendo criticadas por novos estudiosos do anarquismo, que argumentam que essas tentativas de se estabelecer correntes do anarquismo foram forjadas por meio de uma "história vista de cima" e tomara em conta um conjunto de pensadores muito restrito, sendo que vários deles, tais como Godwin, Stirner, Tolstói, Tucker e Zerzan, não seriam anarquistas. Esses autores sustentam que as discussões sobre a distribuição dos produtos do trabalho e critérios de ordem político-filosófica não dariam conta dos principais e mais relevantes debates anarquistas para fornecer as bases de uma definição das correntes anarquistas, já que não haveria grandes divergências entre os anarquistas nesses debates; para eles, os debates de maior relevância e que historicamente dividiram os anarquistas foram aqueles acerca da estratégia, e que portanto, tais debates poderiam ser úteis para definir devidamente as diferenças entre os anarquistas, divididos entre anarquistas insurrecionários e anarquistas sociais ou de massas.

## Anarquismo insurrecionário

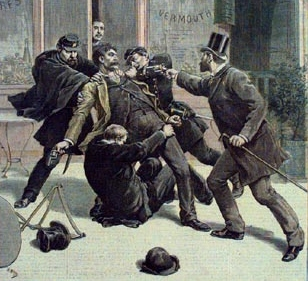
Representação artística da segunda prisão de Ravachol, após um de seus atentados. Embora historicamente minoritário, o anarquismo insurrecionário foi a corrente anarquista que mais se difundiu no imaginário popular e que ficou forjada na imagem do anarquista conspirador e terrorista.

O anarquismo insurrecionário, segundo Michael Schmidt e Lucien van der Walt,
... afirma que as reformas são ilusórias e que os movimentos de massa organizados são incompatíveis com o anarquismo, dando ênfase à ação armada — a propaganda pelo ato — contra a classe dominante e suas instituições, como o principal meio de despertar uma revolta espontânea revolucionária.
Sendo assim, os anarquistas insurrecionários fazem parte do campo antiorganizacionista e posicionam-se, na maioria dos casos, contrários aos movimentos de massa organizados.  Para eles, o sindicalismo é, em geral, considerado um movimento que tende à burocratização e à busca exclusiva de reformas, constituindo um perigo ao anarquismo, que é, para esses anarquistas, essencialmente revolucionário. Em relação à articulação com outros anarquistas, os insurrecionários preferem os grupos sem muita organicidade às organizações mais estruturadas e programáticas.
Para os anarquistas insurrecionários, as lutas reivindicativas são inúteis e, em última instância, ajudam a fortalecer o status-quo; para eles, somente a revolução social é que poderia promover a transformação social desejada. As reformas são condenadas ou consideradas supérfluas, já que afastam as classes populares dos objetivos prioritariamente revolucionários, na visão desses anarquistas.
Os anarquistas insurrecionários são defensores da propaganda pelo ato, ou seja, acreditam que o anarquismo deve ser propagado por atos de violência contra a burguesia e membros do Estado, tomando corpo em assassinatos, atentados à bomba ou insurreições sem bases populares organizadas de antemão. Esses anarquistas consideram que esses atos individuais de violência teriam a capacidade de funcionar como um gatilho para influenciar trabalhadores e camponeses, gerando, a partir deles, movimentos insurrecionais e revoltas populares, capazes de levar a cabo a revolução social. Essa estratégia sustenta que a violência pode ocorrer fora dos movimentos populares organizados e sem o respaldo destes.
Muitos dos que foram rotulados ou se identificaram como anarquistas individualistas foram incentivadores ou adeptos destas estratégias, principalmente por conta de suas posições contrárias à organização. Apesar de ser historicamente minoritária, essa corrente foi a que mais se difundiu no imaginário popular e que ficou forjada na imagem do anarquista conspirador e terrorista. O anarquismo insurrecionário foi defendido por anarquistas como Luigi Galleani, Émile Henry, Ravachol, Nicola Sacco, Bartolomeo Vanzetti e Severino di Giovanni e grupos como o Bando Bonnot, francês, e o Chernoe znamia, russo; encontrou respaldo também, por algum tempo, em anarquistas como Nestor Makhno, Kropotkin e Malatesta.

## Anarquismo social ou de massas

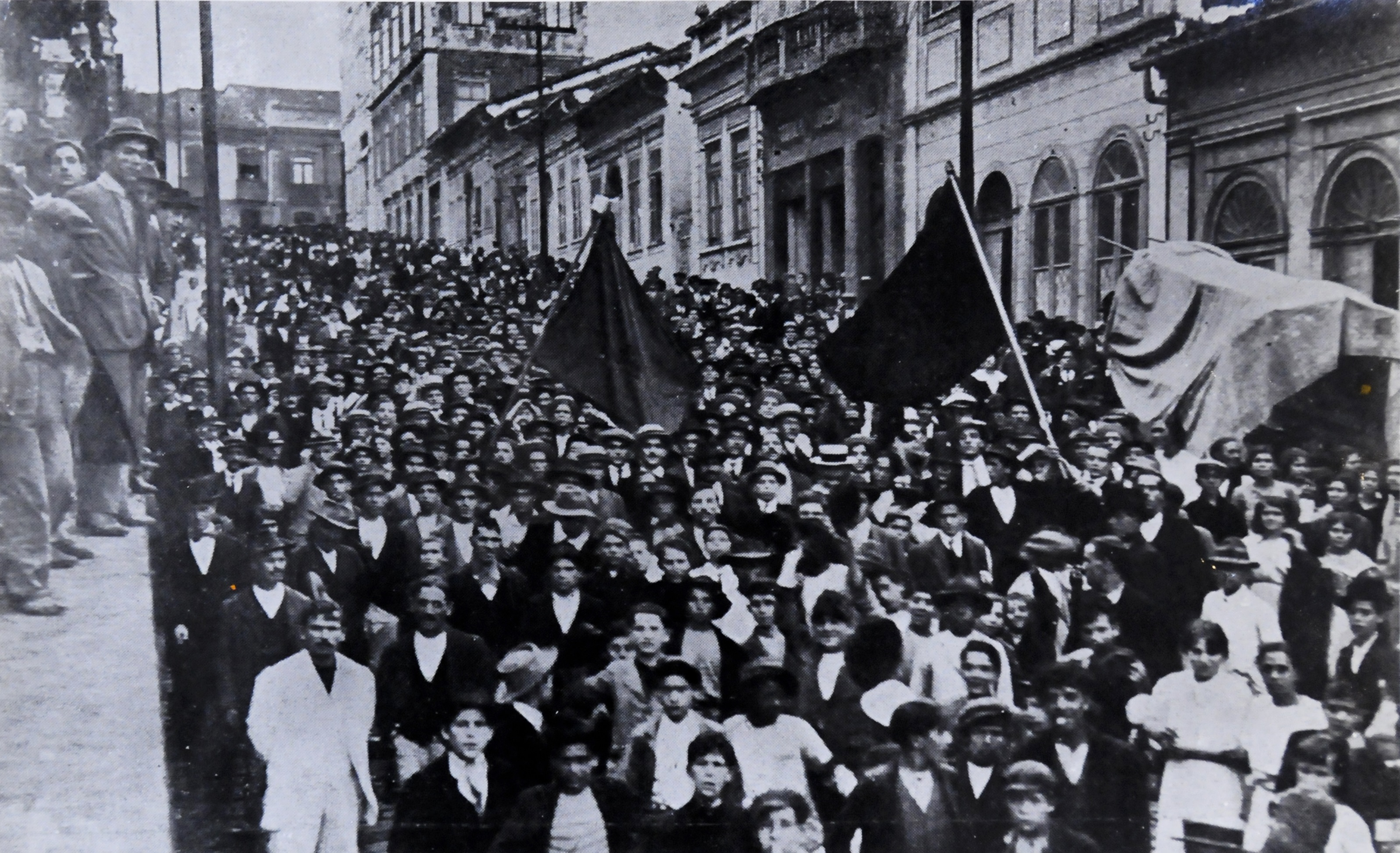
Operários e anarquistas marcham portando bandeiras negras pela cidade de São Paulo durante a greve de 1917. O anarquismo social ou de massas sustenta que os anarquistas devem participar dos movimentos populares de massa para radicalizá-los e transformá-los em alavancas para a transformação revolucionária.

O anarquismo social ou de massas, como definido por Michael Schmidt e Lucien van der Walt,
... enfatiza a visão de que somente os movimentos de massa podem criar uma transformação revolucionária na sociedade, que tais movimentos são normalmente construídos por meio de lutas em torno de questões imediatas e de reformas (em torno de salários, brutalidade policial ou altos preços, etc), e que os anarquistas devem participar desses movimentos para radicalizá-los e transformá-los em alavancas para a transformação revolucionária.
Os defensores do anarquismo social ou de massas constituem o setor organizacionista do anarquismo, sendo favoráveis à organização; defendem que a transformação social só pode se dar pelo protagonismo dos movimentos populares, sejam eles construídos nos locais de trabalho ou na comunidades. Entretanto, houve alguns casos de antiorganizacionistas que se vincularam ao anarquismo social ou de massas, embora constituam exceção.
Ao contrário dos anarquistas insurrecionários, os anarquistas que defendem o anarquismo social ou de massas se posicionam favoráveis em relação as lutas de curto prazo e sustentam que as reformas — desde que sejam conquistadas pelos próprios movimentos populares e não vindas "de cima" como obra da burguesia ou dos governos — são os primeiros objetivos da luta popular de massas. Essa luta, que deve constituir-se com a mobilização social em torno de reivindicações, segundo eles, fortalece a consciência e solidariedade de classe e melhora as condições do povo, quando há conquistas. Assim, para esses anarquistas, reformas e revolução não são necessariamente contraditórias; dependendo de como forem conquistadas, podem ser complementares; é na luta pelas reformas que se forjam as condições para realizar a revolução, segundo eles.
Sobre a questão da violência, os anarquistas sociais ou de massas concordam que as ideias anarquistas também devem ser difundidas por atos, ainda que entendam por atos as mobilizações populares de massa, e não os atos isolados de violência; atos que também devem ser conciliados com as intervenções por meio de discursos e escritos. A violência não deve, deste ponto de vista, ser realizada com o objetivo de criar movimentos insurrecionais, mas ser perpretada a partir de movimentos populares amplos já existentes, e, portanto, ter significativo respaldo popular; uma violência que deve ser levada a cabo pela própria classe organizada, de maneira a fortalecê-la nos conflitos de classe.
Essa corrente foi historicamente majoritária e teve como adeptos militantes e teóricos proeminentes como Mikhail Bakunin, Buenaventura Durruti, Fernand Pelloutier, Rudolf Rocker, Voline, Ricardo Flores Magón, Ba Jin e Edgard Leuenroth, além de Makhno, Kropotkin e Malatesta, que durante a maior parte de suas vidas, defenderam essa abordagem.
O anarquismo social ou de massas, entretanto, teria duas subdivisões de ordem estratégica em relação às abordagens sindicais e antissindicais. Dentre as abordagens sindicais, estão as posições anarcossindicalistas e sindicalistas revolucionárias; entre as abordagens antissindicalistas, estão as posições que defendem as mobilizações de massa pelos locais de moradia.